# Bojan Radulović (cestista)
Bojan Radulović (in serbo Бојан Радуловић?; Subotica, 31 marzo 1992) è un ex cestista sloveno con cittadinanza serba.

## Palmarès
- Campionato sloveno: 1

Union Olimpija: 2017-18